# Sri-lankische Cricket-Nationalmannschaft in Simbabwe in der Saison 1994/95
Die Tour der sri-lankischen Cricket-Nationalmannschaft nach Simbabwe in der Saison 1994/95 fand vom 11. Oktober bis zum 6. November 1994 statt. Die internationale Cricket-Tour war Bestandteil der Internationalen Cricket-Saison 1994/95 und umfasste drei Tests und drei ODIs. Sri Lanka gewann die ODI-Serie 2–1, während die Test-Serie 0–0 unentschieden endete.

## Vorgeschichte
Für beide Mannschaften war es die erste Tour der Saison.
Das letzte Aufeinandertreffen der beiden Mannschaften fand in der Saison 1983/84 in Sri Lanka statt.

## Stadien
Die folgenden Stadien wurden für die Tour als Austragungsort vorgesehen.
| Stadion            | Stadt    | Kapazität | Spiele                   |
| ------------------ | -------- | --------- | ------------------------ |
| Queens Sports Club | Bulawayo | 9.000     | 2. Test                  |
| Harare Sports Club | Harare   | 10.000    | 1. & 3. Test; 1 – 3. ODI |

## Kaderlisten
Die folgenden Kader wurden von den Mannschaften benannt.
| Test | Test | ODI | ODI |
| Simbabwe | Sri Lanka | Simbabwe | Sri Lanka |
| --- | --- | --- | --- |
| - Andy Flower (K) - David Brain - Alistair Campbell - Mark Dekker - Grant Flower - Dave Houghton - Wayne James (wk) - Malcolm Jarvis - Stephen Peall - John Rennie - Paul Strang - Heath Streak - Guy Whittall | - Arjuna Ranatunga (K) - Pubudu Dassanayake (wk) - Kumar Dharmasena - Asanka Gurusinha - Sanath Jayasuriya - Ruwan Kalpage - Roshan Mahanama - Muttiah Muralitharan - Ravindra Pushpakumara - Sanjeeva Ranatunga - Hashan Tillakaratne (wk) - Chaminda Vaas - Pramodya Wickramasinghe - Aravinda de Silva | - Andy Flower (K, wk) - David Brain - Alistair Campbell - Mark Dekker - Grant Flower - Dave Houghton - Wayne James (wk) - Gary Martin - Stephen Peall - John Rennie - Heath Streak - Andy Waller - Guy Whittall | - Arjuna Ranatunga (K) - Asanka Gurusinha - Sanath Jayasuriya - Ruwan Kalpage - Roshan Mahanama - Muttiah Muralitharan - Ravindra Pushpakumara - Sanjeeva Ranatunga - Hashan Tillakaratne (wk) - Chaminda Vaas - Pramodya Wickramasinghe - Aravinda de Silva |

## Tests

### Erster Test in Harare
| 11. – 13; 15 – 16. Oktober Scorecard | Harare | Sri Lanka 383 (179.5) | – | Simbabwe 319-8 (123) |
|                                      |        | Remis                 |   |                      |

Sri Lanka gewann den Münzwurf und entschied sich als Schlagmannschaft zu beginnen.

### Zweiter Test in Bulawayo
| 20. – 24. Oktober Scorecard | Bulawayo | Simbabwe 462-9d (188.3) | – | Sri Lanka 218 (126.1) & 193-4 (115) (f/o) |
|                             |          | Remis                   |   |                                           |

Simbabwe gewann den Münzwurf und entschied sich als Schlagmannschaft zu beginnen.

### Dritter Test in Harare
| 26. – 28; 30 – 31. Oktober Scorecard | Harare | Sri Lanka 402 (162) & 89-3 (24) | – | Simbabwe 375 (150.4) |
|                                      |        | Remis                           |   |                      |

Sri Lanka gewann den Münzwurf und entschied sich als Schlagmannschaft zu beginnen.

## One-Day Internationals

### Erstes ODI in Harare
| 3. November Scorecard | Harare | Sri Lanka 256-5 (50)          | – | Simbabwe 200 (48.1) |
|                       |        | Sri Lanka gewinnt mit 56 Runs |   |                     |

Simbabwe gewann den Münzwurf und entschied sich als Feldmannschaft zu beginnen. Als Spieler des Spiels wurde Roshan Mahanama ausgezeichnet.

### Zweites ODI in Harare
| 5. November Scorecard | Harare | Simbabwe 290-5 (50)         | – | Sri Lanka 288-8 (50) |
|                       |        | Simbabwe gewinnt mit 2 Runs |   |                      |

Simbabwe gewann den Münzwurf und entschied sich als Schlagmannschaft zu beginnen. Als Spieler des Spiels wurde Alistair Campbell ausgezeichnet.

### Drittes ODI in Harare
| 6. November Scorecard | Harare | Sri Lanka 296-4 (50)           | – | Simbabwe 105 (48.1) |
|                       |        | Sri Lanka gewinnt mit 191 Runs |   |                     |

Sri Lanka gewann den Münzwurf und entschied sich als Schlagmannschaft zu beginnen. Als Spieler des Spiels wurde Aravinda de Silva ausgezeichnet.